# Rosetta Stone (гурт)
Rosetta Stone (англ. «Розетський камінь») — британський музичний гурт, заснований у 1988 році, який виконував готик-рок.

## Історія
Гурт Rosetta Stone утворили в 1988 році в Ліверпулі вокаліст і гітарист Порл Кінг, бас-гітарист Карл Норт і клавішниця, відома під сценічним псевдонімом Мадам Рейзор.
Кінг і Норт раніше кілька років співпрацювали в різних музичних колективах, які не мали успіху. Гурт почав виступати в клубах Ліверпуля, а потім і інших міст, випустивши кілька демо-касет.
У вересні 1989 року лідер готичного гурту The Mission Уейн Хассі запросив Rosetta Stone приєднатися до його команди в британському турне, що привернуло увагу публіки до гурту.
У 1991 році Rosetta Stone записали на незалежному лейблі Expression свій перший студійний альбом під назвою An Eye for the Main Chance. У записі диска взяв участь другий гітарист Порл Янг, який незабаром залишив гурт. Альбом був дуже вдалим і заслужив хвалебні відгуки критиків, які назвали членів групи «рятівниками готики».
Найбільш успішним для колективу став 1993, коли Rosetta Stone уклали вигідний контракт з американським лейблом Cleopatra Records, що спеціалізувався на жанрі готик-рок. У США вийшли дві ексклюзивні компіляції ранніх робіт групи — Adrenaline (лише у Британії продано понад 20 тисяч копій цього диска) та Foundation Stones, а у Великій Британії — збірка синглів On the Side of Angels. У 1994 році група провела успішне турне у США.
У 1995 році вийшов другий повноформатний альбом колективу The Tyranny of Inaction, що відрізнявся більш експериментальним звучанням і великою кількістю семплів. Диск мав успіх у публіки, однак отримав різні відгуки критиків — як позитивні, так і абсолютно протилежного характеру. Так, Катерина Йеске з Trouser Press охарактеризувала альбом загалом як «безглуздий і тупий», а більшість пісень з нього — як «похмуру, дисторшировану, безглузду мішанину» .
У 1997 році фронтмен гурту Порл Кінг втратив частину лівого мізинця внаслідок нещасного випадку, через що йому довелося повністю змінити свій стиль гри на гітарі, що позначилося на музичній складовій наступного альбому Chemical Emissions, випущеного в 1998 році.
Rosetta Stone стали хедлайнерами найпрестижнішого британського фестивалю Whitby Gothic Weekend у жовтні того ж року, після чого розпалися. Басист Карл Норт приєднався до Dream Disciples, а Порл Кінг зайнявся сольною творчістю у межах проєкту Miserylab.
У 2000 році Кінг випустив ще один альбом Unerotica, який містив і кавер-версії пісень інших виконавців. Решта колишніх учасників колективу не брала участі в записі диска.
За час свого існування гурт став дуже популярним у Великій Британії завдяки регулярним концертним виступам. Порл Кінг був одним з небагатьох відомих готичних музикантів, які регулярно спілкувалися з шанувальниками, і завдяки цьому Rosetta Stone обзавелися великою фен-аудиторією. Найбільш віддані шанувальники колективу стали відомі як «Каменярі» (англ. Quarriers — дослівно «працівники каменоломні»).
У 2019 після 19-річної перерви Порл Кінг відродив Rosetta Stone для альбому 2019 Seems Like Forever. У 2020 році Кінг знову повернувся з іншим альбомом Cryptology.

## Стиль і вплив
Rosetta Stone здобули популярність як одні з відомих представників «третьої хвилі» готик-року. Колективу неодноразово дорікали в неоригінальності та «клішованості»: його звучання й тематика текстів були в цілому дуже традиційними для готичних команд початку 1990-х.
Музиканти багато в чому орієнтувалися на творчість попередників з «другої хвилі», зокрема The Sisters of Mercy, The Cure і Bauhaus. Гурт також віддав шану відомому хард-рок-колективу Led Zeppelin, записавши кавер-версію пісні When the Levee Breaks.
На думку Катерини Йеске, новаторством Rosetta Stone було поєднання класичного, похмурого та емоційного звучання з енергійними, пам'ятними і частково навіть танцювальними мелодіями.
Групу високо цінував лідер The Mission Уейн Хассі. Спостерігаючи за виступом своїх колишніх колег The Sisters of Mercy на стадіоні Вемблі, Хассі сказав: «Вони, безперечно, краще, ніж The Nephilim, але все одно не дотягують до Rosetta Stone!».

## Склад гурту
- Порл Кінг — вокал, гітара, програмування
- Карл Норт — бас-гітара
- Мадам Рейзор — клавішні

## Дискографія

### Студійні альбоми
- An Eye for the Main Chance (1991)
- The Tyranny of Inaction (1995)
- Chemical Emissions (1998)
- Unerotica (2000)
- Seems Like Forever (2019)
- Cryptology (2020)

### Компіляції
- Adrenaline (1993)
- On the Side of Angels (1993)
- Foundation Stones (1993)

### Сингли, MCD, EP
- Darkness and Light (1989)
- Leave Me for Dead (1991)
- An Eye for The Main Chance (1991)
- Adrenaline (1991)
- The Witch (1992)
- Epitome (1993)
- Nothing (1995)
- Hiding in Waiting (1996)

## Цікаві факти
- Під назвою Rosetta Stone відомі ще як мінімум три групи: хард-рок-колектив із Великобританії, хеві-метал-група зі США та американська поп-рок-команда.